# Calcis (Etolia)

Mapa de algunas de las ciudades griegas de las regiones de Etolia y Acarnania en la Antigüedad. Calcis se ubicaba en Etolia.

Calcis o Cálcide (en griego, Χαλκίς) es el nombre de una antigua ciudad griega de Etolia, que fue mencionada por Homero en el catálogo de las naves de la Ilíada, quien le aplica el epíteto de «ribereña».
A mediados del siglo V a. C., según indica Tucídides, era una ciudad que estaba bajo dominio de los corintios y que fue tomada por una expedición ateniense, bajo el mando de Tólmides, que recorría las costas del Peloponeso.
Estrabón, que menciona que también se la llamaba Hipocalcis, la ubica sobre un monte que tiene su mismo nombre, cerca de Calidón, y cerca de otro monte llamado Tafiaso donde la tradición decía que estaban las tumbas de varios centauros, como Neso. Pasaba cerca el río Eveno.
Anteriormente se creía que su localización estaba en un monte llamado Varasova, situado cerca de la localidad de Ano Vasilikí, pero las excavaciones de un equipo de arqueólogos griegos y daneses dirigidos por Soren Dietz y Lázaros Kolonas realizadas entre 1995 y 2001 identificaron la acrópolis de la antigua Calcis con los restos hallados en la colina de Agia Triada, cerca de Kato Vasilikí. La acrópolis estaba rodeada por un muro de los periodos clásico tardío y bizantino. Los restos arqueológicos hallados pertenecen a muchos periodos históricos que abarcan desde el neolítico hasta finales de la Edad del Bronce y luego desde el geométrico tardío en adelante. Destacó especialmente la importancia del asentamiento durante el periodo helenístico, época a la que pertenece una importante tumba hallada durante las excavaciones.